# Nothobranchius eggersi
Nothobranchius eggersi és una espècie de peix de la família dels aploquèilids i de l'ordre dels ciprinodontiformes que es troba a Àfrica: Tanzània.
Els mascles poden assolir els 5 cm de longitud total.